# Voraptus exilipes
Espèce
Synonymes
- Dolomedes exilipes Lucas, 1858

Voraptus exilipes est une espèce d'araignées aranéomorphes de la famille des Pisauridae.

## Distribution
Cette espèce est endémique du Gabon.

## Description
Le mâle holotype mesure 6 mm.
La femelle décrite par Roewer en 1955 mesure 10,5 mm.

## Systématique et taxinomie
Cette espèce a été décrite sous le protonyme Dolomedes exilipes par Lucas en 1858. Elle est placée dans le genre Voraptus par Simon en 1898.

## Publication originale
- Lucas, 1858 : « Aptères. Voyage au Gabon: histoire naturelle des insectes et des arachnides recueillis pendant un voyage fait au Gabon en 1856 et en 1857. » Archives entomologiques Thomson, vol. 2, p. 373-445.